# Storena aspinosa
Storena aspinosa är en spindelart som beskrevs av Rudy Jocqué och Baehr 1992. Storena aspinosa ingår i släktet Storena och familjen Zodariidae.
Artens utbredningsområde är Sydaustralien. Inga underarter finns listade i Catalogue of Life.